# Grancey-sur-Ource
Grancey-sur-Ource – miejscowość i gmina we Francji, w regionie Burgundia-Franche-Comté, w departamencie Côte-d’Or.
Według danych na rok 1990 gminę zamieszkiwało 237 osób, a gęstość zaludnienia wynosiła 10 osób/km² (wśród 2044 gmin Burgundii Grancey-sur-Ource plasuje się na 675. miejscu pod względem liczby ludności, natomiast pod względem powierzchni na miejscu 321.).